# Civrac-de-Blaye
Civrac-de-Blaye è un comune francese di 799 abitanti situato nel dipartimento della Gironda nella regione della Nuova Aquitania.

## Società

### Evoluzione demografica
Abitanti censiti